# Isle, Haute-Vienne
Isle (occitanska: Isla) är en kommun i departementet Haute-Vienne i regionen Nouvelle-Aquitaine i västra Frankrike. Kommunen ligger i kantonen Limoges-Isle som tillhör arrondissementet Limoges. År 2022 hade Isle 7 915 invånare.

## Befolkningsutveckling
Antalet invånare i kommunen Isle
| Referens: INSEE |